# Nathan Baggaley
Nathan Baggaley (ur. 6 grudnia 1975 w Byron Bay) – australijski kajakarz, dwukrotny srebrny medalista olimpijski z Aten.
W reprezentacji Australii debiutował w 1997 roku. Igrzyska w Atenach były jego drugą tego typu imprezą sportową, debiutował w 2000 roku w Sydney. Na greckich igrzyskach był drugi w jedynkach oraz w dwójkach – partnerował mu Clint Robinson. Pięć razy stawał na podium mistrzostw świata, trzy razy sięgając po złoto (K-1 500 m: 2002, 2003, 2005), dwa razy po srebro (K-1 1000 m: 2003, 2005).
W 2005 roku został zdyskwalifikowany za zażywanie środków dopingujących.

## Problemy z prawem
Jesienią 2007 roku został aresztowany za posiadanie i produkcję narkotyków (ecstasy). Razem z nim oskarżono jego brata. W 2015 roku bracia Baggaley skazani zostali na dwa lata i trzy miesiące więzienia za produkcję 18 tys. tabletek narkotyków oraz próbę tworzenia metamfetaminy. W 2019 został ponownie zatrzymany i oskarżony o organizację przemytu narkotyków. W 2021 został skazany na 25 lat pozbawienia wolności.